# The Proclaimers
The Proclaimers är en skotsk musikgrupp, bildad 1983 och bestående av tvillingarna Charlie och Craig Reid (födda 5 mars 1962 i Leith, Edinburgh). Gruppen kommer från orten Auchtermuchty i Skottland. Musiken de spelar kombinerar rock, keltisk musik, folkmusik, punkrock, pop, rhythm and blues, soul och country. De hade 1988 en stor hit med låten "I'm Gonna Be (500 Miles)".
Sången "Sunshine on Leith", av Proclaimers från album med samma namn (utgivet 1988), har blivit en signaturmelodi för området Leith i Edinburgh. Charlie och Craig Reid i gruppen har bott där. Låten är även inmarschsång på Hibernian FCs hemmamatcher. Det har gjorts en musikal med Proclaimers låtar 2007. 2013 gjordes en film också. Båda musikalen och filmen har namnet "Sunshine on Leith".

## Diskografi
Studioalbum
- This is the Story (1987)
- Sunshine on Leith (1988)
- Hit the Highway (1994)
- Persevere (2001)
- Born Innocent (2003) (US 2004)
- Restless Soul (2005)
- Life with You (2007)
- Notes & Rhymes (2009)
- Like Comedy (2012)
- Let's Hear It for the Dogs (2015)
- Angry Cyclist (2018)

Samlingsalbum
- The Best of the Proclaimers 1987-2002 (2002) (även på DVD)
- Finest (2004) (UK)
- The Very Best Of: 25 Years (1987-2012) (2013)

EPs
- King of the Road (1990) (återutgavs som Sunshine on Leith 2001)
- 17 (2009)

Singlar (topp 100 på UK Singles Chart)
- "Letter from America" (1987) (#3)
- "Make My Heart Fly" (1988) (#63)
- "I'm Gonna Be (500 Miles)" (1988) (#3)
- "Sunshine on Leith" (1988) (#41)
- "I'm on My Way" (1989) (#43)
- "King of the Road" (1990) (#9)
- "Let's Get Married" (1994) (#21)
- "What Makes You Cry?" (1994) (#38)
- "These Arms of Mine" (1994) (#51)
- "I'm Gonna Be (500 Miles)" (med Brian Potter och Andy Pipkin) (2007) (#1)
- "Life with You" (2007) (#58)
- "Cap in Hand" (2014) (#62)